# Louise Stanley
Louise Stanley (28 de enero de 1915 – 28 de diciembre de 1982), fue una actriz estadounidense.

## Biografía
Su verdadero nombre era Louise Keyes, y nació en Springfield (Illinois). Keyes cambió su nombre por el de Stanley cuando decidió iniciar una carrera cinematográfica.
Aunque obtuvo muchos papeles menores, su carrera nunca la llevó al estrellato. Aun así fue protagonista de unos 24 filmes de serie B a lo largo de su corta carrera, la mayor parte de los mismos del género western. En 1935 firmó contrato con Paramount Pictures, el cual no fue renovado tras los primeros seis meses. Después empezó a trabajar para Warner Bros., y de cuando en cuando fue "prestada" para trabajar en westerns. En 1937 hizo el primer papel, junto al protagonista Tex Ritter, en el western Riders of the Rockies, film dirigido por Robert N. Bradbury.
También en 1937, trabajó para Columbia Pictures, estudio con el que hizo dos filmes junto a Charley Chase y Andy Clyde. 
Su primer marido fue el actor Dennis O'Keefe. El matrimonio tuvo poca duración, y acabó en divorcio. En 1939 actuó en el serial The Oregon Trail, con Johnny Mack Brown. Además, rodó varios filmes con la estrella cowboy Bob Steele y con Tex Ritter. 
Tras su primer matrimonio, Stanley se casó con el cowboy cantante y protagonista romántico de muchos westerns de serie B Addison Randall. Tras divorciarse, la pareja se casó de nuevo, pero salió a la luz una relación sentimental de Randall con la actriz Louise Brooks, por lo que volvieron a divorciarse. Stanley se casó entonces con el piloto de la Armada de los Estados Unidos Charles Munn. Este matrimonio también fue de corta duración, acabando en divorcio.
Louise Stanley falleció a causa de un cáncer en Cocoa Beach, Florida, en 1982. 